# Bilsborrow
Bilsborrow är en by i civil parish Myerscough and Bilsborrow, i distriktet Wyre, i grevskapet Lancashire, i England. Bilsborrow var en civil parish 1866–2003 när blev den en del av Myerscough & Bilsborrow. Civil parish hade 410 invånare år 2001.